# Lithomoia pallida
Lithomoia pallida là một loài bướm đêm trong họ Noctuidae.